# Каррильо, Хильберто
Хильбе́рто Карри́льо Кеса́да (исп. Gilberto Carrillo Quesada; 16 августа 1951, Матансас — 1996, там же) — кубинский боксёр полутяжёлой весовой категории, в 1970-е годы выступал за сборную Кубы. Серебряный призёр летних Олимпийских игр в Мюнхене, победитель многих международных турниров и национальных первенств. Также известен как тренер по боксу.

## Биография
Хильберто Каррильо родился 16 августа 1951 года в городе Матансас одноимённой провинции. Активно заниматься боксом начал уже в раннем детстве, затем продолжил тренировки во время службы в армии, проходил подготовку у бывшего боксёра Мигеля Антонио Эрреры. Первого серьёзного успеха на ринге добился в 1970 году, когда в полутяжёлом весе занял третье место на чемпионате Кубы. Год спустя был уже первым, кроме того, выиграл бронзу в национальном турнире «Хиральдо Кордова Кардин». В 1972 году завоевал золотую медаль на турнире «Золотой пояс» в Бухаресте и благодаря череде удачных выступлений удостоился права защищать честь страны на летних Олимпийских играх в Мюнхене — сумел дойти здесь до финала, но в решающем матче досрочно проиграл югославу Мате Парлову.
Получив серебряную олимпийскую медаль, Каррильо продолжил выходить на ринг в составе национальной сборной, принимая участие в крупнейших международных турнирах. В частности, одержал победу на чемпионате Центральной Америки и Карибского бассейна в Сан-Хосе, вновь был лучшим на турнире «Золотой пояс», попал в число призёров на «Хиральдо Кордова Кардин». В 1974 году участвовал во впервые организованном чемпионате мира в Гаване, в четвертьфинале вновь встретился с югославом Парловым и вновь ему проиграл. Также в этом сезоне занял второе место на первенстве Центральной Америки и Карибского бассейна в Каракасе. Планировал отобраться на Олимпиаду 1976 года в Монреаль, однако конкуренция в команде оказалась слишком сильной, и вместо него в полутяжёлой весовой категории туда поехал Сиксто Сория. Последний раз Хильберто Каррильо участвовал в боях как действующий спортсмен в 1978 году, после чего принял решение завершить карьеру и перешёл на тренерскую работу.
Местная академия бокса названа в его именем.
Умер в 1996 году в Матансасе.